# Cixidia sikaniae
Cixidia sikaniae är en insektsart som beskrevs av D'urso och Adalgisa Guglielmino 1995. Cixidia sikaniae ingår i släktet Cixidia och familjen vedstritar.
Artens utbredningsområde är Italien. Inga underarter finns listade i Catalogue of Life.